# 존 허드먼
존 허드먼(영어: John Herdman, 1975년 7월 19일 ~ )은 잉글랜드의 축구 지도자로 현재 메이저 리그 사커의 토론토 FC 감독직을 맡고 있다.

## 지도자 경력

### 뉴질랜드 여자 대표팀
2006년 뉴질랜드 여자 대표팀의 사령탑으로 본격적인 지도자 커리어를 시작한 뒤 2011년까지 5년간 지도하며 OFC 여자 네이션스컵 2회 연속 우승(2007, 2010), 2008년 하계 올림픽 본선 진출, 2회 연속 FIFA 여자 월드컵 본선 진출(2007, 2011) 등을 이끌었다.

### 캐나다 여자 대표팀
2011년 FIFA 여자 월드컵 이후 캐나다 여자 대표팀의 지휘봉을 잡은 뒤 2018년 1월까지 무려 약 7년간 캐나다 여자 대표팀을 이끌며  2011년 팬아메리칸 게임 금메달, 2회 연속 하계 올림픽 동메달(2012, 2016), 2015년 FIFA 여자 월드컵 8강, 2015년 팬아메리칸 게임 4위, 2016년 알가르브컵 우승, 2017년 알가르브컵 준우승, 키프로스컵 3회 준우승(2012, 2013, 2015) 등의 굵직한 성과를 남겼다.

### 캐나다 남자 대표팀
2018년 1월 캐나다 여자 대표팀을 떠나 캐나다 남자 대표팀의 사령탑에 취임한 이후 첫 국제 대회인 2019-20년 CONCACAF 네이션스리그 예선에서 최약체팀들인 미국령 버진아일랜드, 도미니카 연방, 세인트키츠 네비스, 프랑스령 기아나 등을 모두 꺾고 4전 전승으로 득실차에서 앞선 복병 아이티에 이어 2위로 2019-20년 리그 A 진출 및 2019년 CONCACAF 골드컵 본선 진출을 이끌었다.
이후 2019-20년 CONCACAF 네이션스리그 A의 A조 4경기에서 3승 1패·조 2위로 2021년 CONCACAF 골드컵 본선 진출을 이끌었지만 승률에서 동률이었던 미국에 득실차에서 6점 밀리면서 아쉽게 2021년 CONCACAF 네이션스리그 4강에는 오르지 못했다.
그리고 2021년 CONCACAF 골드컵 8강전에서도 아이티에 밀려 4강에 오르지 못했지만 2022년 FIFA 월드컵 북중미카리브 지역 3차 예선에서는 14경기 8승 4무 2패·1위에 오르는 돌풍을 일으키며 1986년 FIFA 월드컵 이후 무려 36년만에 월드컵 본선 진출이라는 쾌거를 이끌어냈다.
이후 2022년 4월에 열린 월드컵 조 추첨식에서 지난 대회 3위팀 벨기에, 지난 대회 준우승팀 크로아티아, 지난 대회에 이어 2회 연속 월드컵 본선에 오른 모로코와 함께 F조에 편성되었다.
물론 벨기에, 크로아티아, 모로코를 상대로 단 1승도 거두지 못하고 3전 전패·조 최하위로 조별리그 탈락의 고배를 마셨지만 FIFA 랭킹 2위 벨기에와의 1차전에서 좋은 경기력을 펼쳤고 크로아티아와의 2차전에서는 알폰소 데이비스가 캐나다의 월드컵 역사상 첫 골을 터뜨린데 이어 모로코와의 최종전에서도 상대팀의 자책골을 유도하는 등 캐나다 국민들로부터 기립 박수 받을만한 경기 운영을 펼쳤다.
그리고 2022-23년 CONCACAF 네이션스리그 A에서도 3승 1패·C조 1위로 4강 진출 및 13회 연속 골드컵 본선행을 이끌었고 이후 4강에서 파나마를 꺾으며 팀의 사상 첫 네이션스리그 준우승의 성과를 이끌어냈다.

### 토론토 FC
캐나다 대표팀 사령탑에서 물러난 후 2023년 8월 28일  메이저 리그 사커의 토론토 FC의 사령탑으로 선임된 뒤 10월 1일부터 감독직을 역임하기 시작했다.

## 수상

### 국가대표팀 (지도자)
뉴질랜드 (여자)
- OFC 여자 네이션스컵 : 우승 (2007, 2010)

 캐나다 (여자)
- 팬아메리칸 게임 : 금메달 (2011), 4위 (2015)
- 하계 올림픽 : 동메달 (2012, 2016)
- 알가르브컵 : 우승 (2016), 준우승 (2017)
- 키프로스컵 : 준우승 (2012, 2013, 2015)

 캐나다
- CONCACAF 골드컵 : 4강 (2021)
- CONCACAF 네이션스리그 : 준우승 (2023)